# 南安普頓伊欽 (英國國會選區)
南安普頓伊欽（英語：Southampton Itchen），英國國會一自治市選區，包括英格蘭東南部漢普郡南安普頓東部。始設於1950年。選區得名於市內的兩大河一之一的伊欽河。
保守黨的克里斯多福·喬普由1983年至1992年任國會議員。
工黨的鄧俊安由1992年至2015年任國會議員。
2015年大選中，保守黨的羅伊斯頓·史密斯當選，
2017年大選中連任。